# 凉伞站
凉伞站位于福建省南平市延平区太平镇，建于1986年。距来舟站64公里，距福州站130公里。曾为五等站，现已撤销。客运办理旅客乘降、行李托运，不办理包裹托运；不办理货运业务。